# LEGO Dimensions
LEGO Dimensions is een computerspel dat is ontwikkeld door Traveller's Tales en uitgegeven door WB Games. Het actie-avonturenspel is uitgebracht op 27 september 2015 voor de PlayStation 3, PlayStation 4, Wii U, Xbox 360 en Xbox One.
Eind oktober 2017 kondigde Warner Bros. aan dat het een jaar eerder dan gepland zou stoppen met LEGO Dimensions vanwege afnemende verkoopcijfers.

## Verhaal
Op de planeet Vorton in het centrum van het Lego Multiversum probeert de kwaadaardige Lord Vortech verschillende elementen te vinden waarmee hij het hele universum kan regeren. Deze elementen zijn echter overal verspreid en dus laat hij verschillende universums botsen om elementen zoals de robijnrode schoenen uit De Tovenaar van Oz of kryptoniet uit het DC- universum te krijgen. Midden in dit verenigde universum ontmoeten de drie personages Batman, Gandalf en Wyldstyle uit The LEGO Movie elkaar, die elk een vriend hebben verloren. Batman verloor Robin, Gandalf verloor Frodo en Wyldstyle Eisenbart. Op hun reis ontmoeten ze niet alleen andere personages, zoals Marty McFly van Back to the Future, maar leren ze ook steeds meer over Lord Vortech en zijn plan en ontdekken ze nieuwe, mysterieuze stenen die de personages speciale vaardigheden geven.

## Gameplay
Net als in andere LEGO-spellen volgt de speler een lineair verhaal met 14 levels. Elk niveau heeft een ander universum als locatie. Spelers kunnen echte LEGO-figuren en -stenen op een zogenaamde toypad plaatsen, waardoor ze speelbaar worden in het spel. In totaal zijn er 282 figuurtjes die het spel ondersteunt.

## Thema's
Het spel bevat de volgende thema's:
- DC Comics
- The Lord of the Rings
- The Lego Movie
- Back to the Future
- The Wizard of Oz
- Jurassic World
- Portal 2
- Adventure Time (Tijd voor Avontuur)
- LEGO Ninjago
- The Goonies
- Lego Legends of Chima
- Doctor Who
- The Simpsons
- Midway Arcade
- Ghostbusters
- Harry Potter
- The A-Team
- Scooby-Doo
- Mission: Impossible
- Ghostbusters (2016)
- Fantastic Beasts and Where to Find Them
- E.T. the Extra-Terrestrial
- Sonic the Hedgehog
- Gremlins
- LEGO City Undercover
- Beetlejuice
- Powerpuff Girls
- Teen Titans Go!
- Knight Rider
- The Lego Batman Movie

## Stemverdeling

### Verzamelfiguren
| Film / Franchise                        | Personage                                                                              | Stemacteur |
| --------------------------------------- | -------------------------------------------------------------------------------------- | --- |
| DC Comics                               | Bruce Wayne / Batman                                                                   | Troy Baker |
| DC Comics                               | Kal-El / Clark Kent / Superman                                                         | Travis Willingham Nolan North (The Lego Batman Movie variant) |
| DC Comics                               | Diana Prince / Wonder Woman                                                            | Laura Bailey |
| DC Comics                               | Victor Stone / Cyborg                                                                  | Bumper Robinson Khary Payton (Teen Titans Go! variant) |
| DC Comics                               | Arthur Curry / Aquaman                                                                 | Brian Bloom |
| DC Comics                               | Barry Allen / The Flash                                                                | Charlie Schlatter |
| DC Comics                               | Kara Zor-El / Supergirl                                                                | Kari Wahlgren |
| DC Comics                               | Oliver Queen / Green Arrow                                                             | Chris Hardwick |
| DC Comics                               | Joker                                                                                  | Christopher Corey Smith |
| DC Comics                               | Harleen Quinzel / Harley Quinn                                                         | Tara Strong |
| DC Comics                               | Bane                                                                                   | Steven Blum |
| The Lego Movie                          | Lucy / Wyldstyle                                                                       | Elizabeth Banks |
| The Lego Movie                          | Emmet Brickowski                                                                       | Chris Pratt |
| The Lego Movie                          | Unikitty                                                                               | Alison Brie |
| The Lego Movie                          | Benny                                                                                  | Charlie Day |
| The Lego Movie                          | Bad Cop                                                                                | Liam Neeson (archiefmateriaal) |
| The Lord of the Rings                   | Gandalf                                                                                | Tom Kane |
| The Lord of the Rings                   | Gollum / Smeagol                                                                       | Liam O'Brien |
| The Lord of the Rings                   | Legolas                                                                                | Orlando Bloom (archiefmateriaal) |
| The Lord of the Rings                   | Gimli                                                                                  | John Rhys-Davies (archiefmateriaal) |
| Back to the Future                      | Marty McFly                                                                            | Michael J. Fox |
| Back to the Future                      | Doc Brown                                                                              | Christopher Lloyd |
| Portal 2                                | Chell                                                                                  | |
| The Simpsons                            | Homer Simpson                                                                          | Dan Castellaneta (archiefmateriaal) |
| The Simpsons                            | Bart Simpson                                                                           | |
| The Simpsons                            | Krusty the Clown                                                                       | Dan Castellaneta (archiefmateriaal) |
| Jurassic World                          | Owen Grady                                                                             | Chris Pratt |
| Jurassic World                          | ACU Trooper                                                                            | Robin Atkin Downes |
| Scooby-Doo                              | Scooby-Doo                                                                             | Frank Welker |
| Scooby-Doo                              | Shaggy Rogers                                                                          | Matthew Lillard |
| Legends of Chima                        | Laval                                                                                  | Martin T. Sherman |
| Legends of Chima                        | Cragger                                                                                | Dan Russell |
| Legends of Chima                        | Eris                                                                                   | Jules de Jongh |
| The Wizard of Oz                        | Wicked Witch of the West                                                               | Courtenay Taylor |
| Doctor Who                              | The Doctor                                                                             | Peter Capaldi William Hartnell (archiefmateriaal) Patrick Troughton (archiefmateriaal) Jon Pertwee (archiefmateriaal) Tom Baker (archiefmateriaal) Peter Davison (archiefmateriaal) Colin Baker (archiefmateriaal) Sylvester McCoy (archiefmateriaal) Paul McGann (archiefmateriaal) John Hurt (archiefmateriaal) Christopher Eccleston (archiefmateriaal) David Tennant (archiefmateriaal) Matt Smith (archiefmateriaal) |
| Doctor Who                              | Cybermen                                                                               | Nicholas Briggs |
| LEGO Ninjago                            | Kai                                                                                    | Charlie Schlatter |
| LEGO Ninjago                            | Cole                                                                                   | William Salyers |
| LEGO Ninjago                            | Jay                                                                                    | Roger Craig Smith |
| LEGO Ninjago                            | Nya                                                                                    | Eliza Jane Schneider |
| LEGO Ninjago                            | Zane                                                                                   | Bumper Robinson |
| LEGO Ninjago                            | Lloyd                                                                                  | Courtenay Taylor |
| LEGO Ninjago                            | Sensei Wu                                                                              | John Gegenhuber |
| Ghostbusters                            | Peter Venkman Egon Spengler Raymond Stantz Winston Zeddemore                           | Bill Murray (archiefmateriaal) Harold Ramis (archiefmateriaal) Dan Aykroyd (archiefmateriaal) Ernie Hudson (archiefmateriaal) |
| Ghostbusters                            | Stay Puft                                                                              | Frank Welker |
| Ghostbusters                            | Slimer                                                                                 | Frank Welker |
| Midway Arcade                           | Gamer Kid                                                                              | Josh Keaton |
| Ghostbusters (2016)                     | Abby Yates Erin Gilbert Jillian Holtzmann Patty Tolan                                  | Kaitlyn Robrock Elle Newlands Melissa Van Der Schyff Elizabeth Benoit |
| Adventure Time                          | Finn the Human                                                                         | Jeremy Shada |
| Adventure Time                          | Jake the Dog                                                                           | John DiMaggio |
| Adventure Time                          | Lumpy Space Princess                                                                   | Pendleton Ward |
| Adventure Time                          | Marceline the Vampire Queen                                                            | Olivia Olson |
| Mission: Impossible                     | Ethan Hunt Franz Krieger                                                               | Tom Cruise (archiefmateriaal) JB Blanc & Jean Reno (archiefmateriaal) |
| Harry Potter                            | Harry Potter                                                                           | Daniel Radcliffe (archiefmateriaal) |
| Harry Potter                            | Lord Voldemort                                                                         | Ralph Fiennes (archiefmateriaal) David Boat (The Lego Batman Movie variant) |
| Harry Potter                            | Hermione Granger                                                                       | Melissa Hutchison |
| The A-Team                              | B.A. Baracus H.M. "Howling Mad" Murdock Templeton "Faceman" Peck John "Hannibal" Smith | Dave Fennoy Dwight Schultz Sam Riegel David Lodge |
| Fantastic Beasts and Where to Find Them | Newt Scamander Jacob Kowalski                                                          | Eddie Redmayne Dan Fogler |
| Fantastic Beasts and Where to Find Them | Tina Goldstein Queenie Goldstein                                                       | Katherine Waterston Alison Sudol |
| Sonic the Hedgehog                      | Sonic the Hedgehog                                                                     | Roger Craig Smith |
| Gremlins                                | Gizmo                                                                                  | Howie Mandel |
| Gremlins                                | Stripe                                                                                 | Frank Welker |
| E.T. the Extra-Terrestrial              | E.T.                                                                                   | Audrey Wasilewski |
| The Lego Batman Movie                   | Dick Grayson / Robin                                                                   | Robbie Daymond Scott Menville (Teen Titans Go! variant) |
| The Lego Batman Movie                   | Barbara Gordon / Batgirl                                                               | Rosario Dawson |
| The Lego Batman Movie                   | Excalibur Batman                                                                       | Will Arnett |
| Knight Rider                            | Michael Knight                                                                         | Piotr Michael |
| The Goonies                             | Sloth Mikey Brand Chunk Data Mouth Andy Stef                                           | Matthew Waterson Melissa Hutchison Max Mittelman Michaela Dietz Ke Huy Quan Abby Trott Kerri Green Brina Palencia |
| LEGO City Undercover                    | Chase McCain                                                                           | Joseph May |
| The Powerpuff Girls                     | Blossom                                                                                | Amanda Leighton |
| The Powerpuff Girls                     | Bubbles                                                                                | Kristen Li |
| The Powerpuff Girls                     | Buttercup                                                                              | Natalie Palamides |
| Teen Titans Go!                         | Beast Boy                                                                              | Gareg Cipes |
| Teen Titans Go!                         | Raven                                                                                  | Tara Strong |
| Teen Titans Go!                         | Starfire                                                                               | Hynden Walch |
| Beetlejuice                             | Betelgeuse                                                                             | Christopher Swindle |

### Niet-speelbare personages
| Film / Franchise                        | Personage                             | Stemacteur                                                                     |
| --------------------------------------- | ------------------------------------- | ------------------------------------------------------------------------------ |
| Algemeen                                | Lord Vortech                          | Gary Oldman                                                                    |
| Algemeen                                | X-PO                                  | Joel McHale                                                                    |
| DC Comics                               | Edward Nigma / Riddler                | Roger Craig Smith                                                              |
| DC Comics                               | General Zod                           | Nolan North                                                                    |
| DC Comics                               | Lex Luthor                            | Travis Willingham                                                              |
| DC Comics                               | Harvey Dent / Two-Face                | Troy Baker Billy Dee Williams (The Lego Batman Movie versie, archiefmateriaal) |
| DC Comics                               | Dick Grayson / Robin                  | Scott Menville                                                                 |
| DC Comics                               | Alfred Pennyworth                     | Robin Atkin Downes                                                             |
| DC Comics                               | Commissioner James Gordon             | Steven Blum                                                                    |
| DC Comics                               | Lois Lane                             | Courtenay Taylor                                                               |
| DC Comics                               | Perry White                           | Brian Bloom                                                                    |
| DC Comics                               | Maggie Sawyer                         | Laura Bailey                                                                   |
| The Lego Movie                          | Metalbread                            | Nick Offerman                                                                  |
| The Lego Movie                          | Lord Busniness                        | Nolan North                                                                    |
| The Lego Movie                          | Bruce Wayne / Batman (The Lego Movie) | Will Arnett                                                                    |
| The Lego Movie                          | Frank the Foreman                     | Roger Craig Smith                                                              |
| The Lego Movie                          | Mrs. Scratchen-Post                   | Charity James                                                                  |
| The Lego Movie                          | Gail the Construction Worker          | Melissa Sturm                                                                  |
| The Lord of the Rings                   | Sauron                                | Steven Blum                                                                    |
| The Lord of the Rings                   | Frodo Baggins                         | Elijah Wood                                                                    |
| The Lord of the Rings                   | Saruman                               | Roger L. Jackson                                                               |
| The Lord of the Rings                   | Sam Gewissies                         | Sean Astin                                                                     |
| The Lord of the Rings                   | Boromir                               | Nolan North                                                                    |
| The Lord of the Rings                   | Orc Commandant                        | Nolan North                                                                    |
| Back to the Future                      | Seamus McFly                          | Michael J. Fox                                                                 |
| Back to the Future                      | Marlene McFly                         | Michael J. Fox                                                                 |
| Back to the Future                      | Marty McFly Jr.                       | Michael J. Fox                                                                 |
| Back to the Future                      | Mayor Hubert                          | Roger L. Jackson                                                               |
| Back to the Future                      | Honest Joe Statler                    | Troy Baker                                                                     |
| Back to the Future                      | Mad Dog Tannen                        | Liam O'Brien                                                                   |
| Back to the Future                      | Clara Clayton                         | Karen Strassman                                                                |
| Back to the Future                      | Marshal James Strickland              | Christopher Corey Smith                                                        |
| Back to the Future                      | Ticket Officer                        | Scott Menville                                                                 |
| Portal 2                                | GLaDOS                                | Ellen McLain                                                                   |
| Portal 2                                | Wheatley                              | Stephen Merchant                                                               |
| Portal 2                                | Cave Johnson                          | J.K. Simmons                                                                   |
| Portal 2                                | Space Core                            | Nolan North                                                                    |
| Portal 2                                | Hal-9000                              | Christopher Corey Smith                                                        |
| The Simpsons                            | Grampa Simpson                        | Dan Castellaneta (archiefmateriaal)                                            |
| The Simpsons                            | Santa's Little Helper                 | Dan Castellaneta (archiefmateriaal)                                            |
| The Simpsons                            | Groundskeeper Willie                  | Dan Castellaneta (archiefmateriaal)                                            |
| The Simpsons                            | Hans Moleman                          | Dan Castellaneta (archiefmateriaal)                                            |
| Jurassic World                          | Claire Dearing                        | Bryce Dallas Howard                                                            |
| Jurassic World                          | Simon Masrani                         | Irrfan Khan                                                                    |
| Jurassic World                          | Gray Mitchell                         | Ty Simpkins                                                                    |
| Jurassic World                          | Zach Mitchell                         | Nick Robinson                                                                  |
| Jurassic World                          | Lowery Cruthers                       | Jake Johnson                                                                   |
| Scooby-Doo                              | Daphne Blake                          | Grey DeLisle                                                                   |
| Scooby-Doo                              | Velma Dinkley                         | Mindy Cohn                                                                     |
| Scooby-Doo                              | Fred Jones                            | Frank Welker                                                                   |
| Scooby-Doo                              | Mumsy-Doo                             | Frank Welker                                                                   |
| Scooby-Doo                              | Dada-Doo                              | Frank Welker                                                                   |
| Lego Legends of Chima                   | Lagravis                              | Glenn Wrage                                                                    |
| Lego Legends of Chima                   | Plovar                                | Kerry Shale                                                                    |
| Lego Legends of Chima                   | Bezar                                 | Eric Meyers                                                                    |
| The Wizard of Oz                        | Dorothy                               | Laura Bailey                                                                   |
| The Wizard of Oz                        | Scarecrow                             | André Sogliuzzo                                                                |
| The Wizard of Oz                        | Tin Man                               | Mick Wingert                                                                   |
| The Wizard of Oz                        | Cowardly Lion                         | Jess Harnell                                                                   |
| The Wizard of Oz                        | Munchkin Mayor                        | André Sogliuzzo                                                                |
| The Wizard of Oz                        | Auntie Em                             | Karen Strassman                                                                |
| The Wizard of Oz                        | Wizard of Oz                          | John Gegenhuber                                                                |
| Doctor Who                              | Clara Oswald                          | Jenna Coleman                                                                  |
| Doctor Who                              | Missy                                 | Michelle Gomez                                                                 |
| Doctor Who                              | Dalek                                 | Nicholas Briggs                                                                |
| Doctor Who                              | Captain Jack Harkness                 | John Barrowman                                                                 |
| Doctor Who                              | Davros                                | Julian Bleach                                                                  |
| Doctor Who                              | Madame Vastra                         | Neve McIntosh                                                                  |
| Doctor Who                              | Strax                                 | Dan Starkey                                                                    |
| LEGO Ninjago                            | Master Chen                           | William Salyers                                                                |
| LEGO Ninjago                            | Darreth                               | Liam O'Brien                                                                   |
| LEGO Ninjago                            | Sensei Garmadon                       | Mick Wingert                                                                   |
| LEGO Ninjago                            | P.I.X.A.L.                            | Karen Strassman                                                                |
| LEGO Ninjago                            | Karlof                                | Nolan North                                                                    |
| LEGO Ninjago                            | Griffin Turner                        | Mick Wingert                                                                   |
| Ghostbusters                            | Dana Barrett                          | Sigourney Weaver (archiefmateriaal)                                            |
| Ghostbusters                            | Janine Melnitz                        | Courtenay Taylor                                                               |
| Ghostbusters                            | Louis Tully                           | Mick Wingert                                                                   |
| Ghostbusters                            | Gozer                                 | Paddi Edwards (archiefmateriaal)                                               |
| Ghostbusters                            | Walter Peck                           | William Atherton (archiefmateriaal)                                            |
| Ghostbusters                            | Vigo                                  | André Sogliuzzo                                                                |
| Ghostbusters (2016)                     | Rowen North                           | Neil Casey                                                                     |
| Ghostbusters (2016)                     | Kevin Beckman                         | Alex Puccinelli                                                                |
| Ghostbusters (2016)                     | Agent Hawkins                         | Dave Fennoy                                                                    |
| Ghostbusters (2016)                     | Agent Rorke                           | David Boat                                                                     |
| Ghostbusters (2016)                     | Tour Guide Garrett                    | Zach Woods (archiefmateriaal)                                                  |
| Ghostbusters (2016)                     | Jennifer Lynch                        | Cecily Strong (archiefmateriaal)                                               |
| Ghostbusters (2016)                     | Mayor Bradley                         | Andy Garcia (archiefmateriaal)                                                 |
| Ghostbusters (2016)                     | Paul Feig                             | Paul Feig                                                                      |
| Adventure Time                          | Princess Bubblegum                    | Hynden Walch                                                                   |
| Adventure Time                          | Ice King                              | Tom Kenny                                                                      |
| Adventure Time                          | Magic Man                             | Tom Kenny                                                                      |
| Adventure Time                          | Lumpy Space Citizen                   | Tom Kenny                                                                      |
| Adventure Time                          | Beemo                                 | Niki Yang                                                                      |
| Adventure Time                          | Lady Rainicorn                        | Niki Yang                                                                      |
| Adventure Time                          | Ancient Psychic War Elephant          | Steve Agee                                                                     |
| Adventure Time                          | Keyper                                | John Moschitta                                                                 |
| Adventure Time                          | Giant                                 | Dee Bradley Baker                                                              |
| Adventure Time                          | Cinnamon Bun                          | Dee Bradley Baker                                                              |
| Adventure Time                          | Evil Guy                              | Mark Hamill                                                                    |
| Adventure Time                          | Manish Man                            | Fred Tatasciore                                                                |
| Adventure Time                          | Lich King                             | Ron Perlman                                                                    |
| Adventure Time                          | Earl of Lemongrab                     | Justin Roiland                                                                 |
| Adventure Time                          | Lemongrab 2                           | Justin Roiland                                                                 |
| Adventure Time                          | Tree Trunks                           | Polly Lou Livingston                                                           |
| Adventure Time                          | Roselinen                             | Mandy Siegfried                                                                |
| Adventure Time                          | Choose Goose                          | Jeff Bennett                                                                   |
| Adventure Time                          | Flame Princess                        | Jessica DiCicco                                                                |
| Adventure Time                          | Manfried the Talking Pinata           | Maria Bamford                                                                  |
| Adventure Time                          | Snow Golem                            | Pendleton Ward                                                                 |
| Mission: Impossible                     | Benji Dunn                            | Simon Pegg                                                                     |
| Mission: Impossible                     | Agent Eugene Kittridge                | Henry Czerny                                                                   |
| Mission: Impossible                     | Luther Stickell                       | John Eric Bentley                                                              |
| Mission: Impossible                     | Claire Phelps                         | Emmanuelle Béart                                                               |
| Mission: Impossible                     | Max                                   | Elle Newlands                                                                  |
| Mission: Impossible                     | Sarah Davies                          | Kristen Scott Thomas (archiefmateriaal)                                        |
| Mission: Impossible                     | Jim Phelps                            | Jon Voight (archiefmateriaal)                                                  |
| Mission: Impossible                     | Jack Harmon                           | Max Mittelman & Emilio Estevez (archiefmateriaal)                              |
| Harry Potter                            | Albus Dumbledore                      | Tom Kane & Ethan Sawyer                                                        |
| Harry Potter                            | Rubeus Hagrid                         | Robbie Coltrane                                                                |
| Harry Potter                            | Neville Longbottom                    | Matthew Lewis                                                                  |
| Harry Potter                            | Arthur Weasley                        | Mark Williams                                                                  |
| Harry Potter                            | Luna Lovegood                         | Evanna Lynch                                                                   |
| Harry Potter                            | Bellatrix Lestrange                   | Helena Bonham Carter (archiefmateriaal)                                        |
| The A-Team                              | Colonel Lynch                         | David Boat                                                                     |
| The A-Team                              | Amy Allen                             | Erica Lindbeck                                                                 |
| The A-Team                              | M.A. Maracus                          | Dave Fennoy                                                                    |
| Fantastic Beasts and Where to Find Them | Credence Barebone                     | Ezra Miller                                                                    |
| Fantastic Beasts and Where to Find Them | Percival Graves                       | Yuri Lowenthal & Colin Farrell (archiefmateriaal)                              |
| Fantastic Beasts and Where to Find Them | Seraphina Picquery                    | Carmen Ejogo                                                                   |
| Fantastic Beasts and Where to Find Them | Mary-Lou Barebone                     | Samantha Morton                                                                |
| Fantastic Beasts and Where to Find Them | Gnarlak                               | Ron Perlman                                                                    |
| Fantastic Beasts and Where to Find Them | Modesty Barebone                      | Faith Wood-Blagrove                                                            |
| Fantastic Beasts and Where to Find Them | Gilbert Bingley                       | Peter Breitmayer (archiefmateriaal)                                            |
| Fantastic Beasts and Where to Find Them | Bernadette                            | Miquel Brown (archiefmateriaal)                                                |
| Sonic the Hedgehog                      | Miles "Tails" Prower                  | Colleen O'Shuaghnessey                                                         |
| Sonic the Hedgehog                      | Knuckles the Echidna                  | Travis Willingham                                                              |
| Sonic the Hedgehog                      | Dr. Eggman                            | Mike Pollock                                                                   |
| Sonic the Hedgehog                      | Amy Rose                              | Cindy Robinson                                                                 |
| Sonic the Hedgehog                      | Shadow the Hedgehog                   | Kirk Thornton                                                                  |
| Sonic the Hedgehog                      | Big the Cat                           | Oliver Wyman                                                                   |
| Sonic the Hedgehog                      | Omochao                               | Laura Bailey                                                                   |
| Gremlins                                | Billy Peltzer                         | Max Mittelman                                                                  |
| Gremlins                                | Kate Beringer                         | Phoebe Cates                                                                   |
| Gremlins                                | Pete Fountaine                        | Pamela Hayden                                                                  |
| Gremlins                                | Brain Gremlin                         | Christopher Swindle                                                            |
| E.T. the Extra-Terrestrial              | Elliott                               | Karen Strassman                                                                |
| E.T. the Extra-Terrestrial              | Michael                               | ?                                                                              |
| E.T. the Extra-Terrestrial              | Mary                                  | ?                                                                              |
| E.T. the Extra-Terrestrial              | Gertie                                | ?                                                                              |
| E.T. the Extra-Terrestrial              | Keys                                  | ?                                                                              |
| The Lego Batman Movie                   | Joker                                 | Dave Wittenberg                                                                |
| The Lego Batman Movie                   | Harleen Quinzel / Harley Quinn        | Tara Strong                                                                    |
| The Lego Batman Movie                   | Catwoman                              | Grey DeLisle                                                                   |
| The Lego Batman Movie                   | Poison Ivy                            | Tasia Valenza                                                                  |
| The Lego Batman Movie                   | Mayor McCaskill                       | Mariah Carey                                                                   |
| The Lego Batman Movie                   | Phyllis                               | Grey DeLisle                                                                   |
| The Lego Batman Movie                   | King Kong                             | Seth Green                                                                     |
| The Lego Batman Movie                   | The Kraken                            | Frank Welker                                                                   |
| The Lego Batman Movie                   | Agent Smith                           | Christopher Corey Smith                                                        |
| Knight Rider                            | Garthe Knight                         | Piotr Michael                                                                  |
| The Goonies                             | Mama Fratelli                         | Anne Ramsey (archiefmateriaal)                                                 |
| The Goonies                             | Jake Fratelli                         | Robert Davi (archiefmateriaal)                                                 |
| The Goonies                             | Frances Fratelli                      | Joe Pantoliano (archiefmateriaal)                                              |
| The Goonies                             | Rosalita                              | Anabel Méndez                                                                  |
| The Goonies                             | Mr. Walsh                             | Keith Walker (archiefmateriaal)                                                |
| The Goonies                             | Mrs. Walsh                            | Mary Ellen Trainor (archiefmateriaal)                                          |
| The Goonies                             | Troy Perkins                          | Steve Anton (archiefmateriaal)                                                 |
| LEGO City Undercover                    | Natalia Kowalski                      | Jules de Jongh                                                                 |
| LEGO City Undercover                    | Frank Honey                           | Trevor White                                                                   |
| LEGO City Undercover                    | Marion Dunby                          | Kerry Shale                                                                    |
| LEGO City Undercover                    | Forrest Blackwell                     | Peter Serafinowicz                                                             |
| LEGO City Undercover                    | Jethro Hayes                          | Peter Serafinowicz                                                             |
| LEGO City Undercover                    | Cornelius Burns                       | Peter Serafinowicz                                                             |
| LEGO City Undercover                    | Ellie Phillips                        | Jaimi Barbakoff                                                                |
| LEGO City Undercover                    | Mayor Gleeson                         | Larissa Murray                                                                 |
| LEGO City Undercover                    | Albert Spindlerouter                  | Josh Robert Thompson                                                           |
| LEGO City Undercover                    | Duke Huckleberry                      | Nigel Whitmey                                                                  |
| LEGO City Undercover                    | Rex Fury                              | Tom Clarke Hill                                                                |
| LEGO City Undercover                    | Clown Thugs                           | Eric Meyers                                                                    |
| The Powerpuff Girls                     | Mayor of Townsville                   | Tom Kenny                                                                      |
| The Powerpuff Girls                     | Miss Keane                            | Jennifer Hale                                                                  |
| The Powerpuff Girls                     | Princess Morbucks                     | Haley Mancini                                                                  |
| The Powerpuff Girls                     | Mojo Jojo                             | Roger L. Jackson                                                               |
| The Powerpuff Girls                     | Professor Utonium                     | Tom Kane                                                                       |
| The Powerpuff Girls                     | Him                                   | Tom Kane                                                                       |
| The Powerpuff Girls                     | Manboy                                | Maurice LaMarche                                                               |
| The Powerpuff Girls                     | Jemmica                               | Anais Fairweather                                                              |
| The Powerpuff Girls                     | Allegro                               | Eric Bauza                                                                     |
| Teen Titans Go!                         | Terra                                 | Ashley Johnson                                                                 |
| Teen Titans Go!                         | Rose Wilson / Ravager                 | Pamela Adlon                                                                   |
| Teen Titans Go!                         | Starfire the Terrible                 | Hynden Walch                                                                   |
| Teen Titans Go!                         | Mammoth                               | Khary Payton                                                                   |
| Teen Titans Go!                         | Zan                                   | Khary Payton                                                                   |
| Teen Titans Go!                         | Jayna                                 | Tara Strong                                                                    |
| Beetlejuice                             | Barbara Maitland                      | Krizia Bajos                                                                   |
| Beetlejuice                             | Adam Maitland                         | Jeff Shine                                                                     |
| Beetlejuice                             | Lydia Deetz                           | Winona Ryder (archiefmateriaal)                                                |
| Beetlejuice                             | Delia Deetz                           | Krizia Bajos                                                                   |
| Beetlejuice                             | Miss Argentina                        | Patrice Martinez (archiefmateriaal)                                            |
| Beetlejuice                             | Harry the Hunter                      | Tom Kane                                                                       |
| Beetlejuice                             | Minister                              | Jack Angel (archiefmateriaal)                                                  |

## Ontvangst
LEGO Dimensions werd positief ontvangen in recensies. Op verzamelwebsite Metacritic heeft het spel een score van 80% voor alle versies. Enkele spelwebsites gaven het de volgende beoordelingen: Destructoid: 7,5, Game Informer: 8,75 en GameSpot: 8.
In recensies prees men de innovatie, gameplay, puzzels, en de combinatie van het spel met de speelfiguurtjes. Kritiek was er op de lage prijs-kwaliteitverhouding.